# پرچم بلژیک
پرچم ملی بلژیک (به هلندی: Vlag van België) (به فرانسوی: Drapeau de la Belgique) از سه نوار عمودی هم اندازه به رنگ‌های از چپ به راست مشکی، زرد و قرمز تشکیل شده‌است. این رنگ‌ها از نشان دوک‌نشین برابانت و نحوه قرار گیری رنگ‌ها کنار هم، احتمالاً از پرچم فرانسه گرفته شده‌است.
پرچم ملی بلژیک اندازه نامتعارف ۱۳ در ۱۵ را دارد که از آن به ندرت استفاده می‌شود. پرچمی که معمولاً مورد استفاده قرار می‌گیرد، حتی توسط خود دولت بلژیک، نسبت ۲ به ۳ یا نسبتی به همین اندازه دارد.